# 陳傲軒
陳傲軒（Chen Ngo Hin，2003年2月27日—），香港足球運動員，司職翼鋒，現時效力香港超級聯賽球隊傑志。

## 球會生涯
2021年9月，與傑志簽訂職業球員合約，展開職業足球生涯。
2022年3月，獲傑志安排與年輕球員陳晉一、曾以行同赴西班牙習訓，爭取外借到西班牙球會的機會。
2022年8月，陳傲軒外借到冠忠南區，更曾於菁英盃分組賽中梅開二度。

## 國際賽生涯
2022年9月，陳傲軒入選香港U20，對戰印尼U20時取得首個青年隊入球。

## 榮譽
冠忠南區
- 香港菁英盃冠軍（2022–23季度）

## 外部連結
- 香港足球總會網頁球員註冊資料 （页面存档备份，存于）